# Змеино (озеро)
Змеино — озеро в Плисской волости Невельского района Псковской области, в 7 км к юго-западу от города Невель.
Площадь — 1,0 км² (97,0 га). Максимальная глубина — 8,6 м, средняя глубина — 5,3 м.
На берегу озера расположена деревня Змеино.
Сточное. Относится к бассейну реки Еменка, притока Ловати.
Тип озера лещево-плотвичный с уклеей. Массовые виды рыб: щука, окунь, плотва, лещ, красноперка, язь, густера, щиповка, уклея, линь, карась, карп (возможно).
Для озера характерны илисто-песчаное дно.